# Földváry-Boér Elemér
Földváry-Boér Elemér (Budapest, 1930. június 15. – Budapest, 1956. október 24.) magyar író, költő és recski fogoly.

## Élete
Budapesten született a nemesi Földváry családba. A Lónyai utcai Református Gimnáziumban tanult, a Fasori evangélikus gimnáziumban érettségizett, majd 1948-ban beiratkozott a Pázmány Péter Tudományegyetemre filozófiát tanulni. Decemberben eltanácsolták, mert vitatta a marxista nézeteket. Ausztriába emigrált, majd 1949 áprilisában mégis hazajött. Itthon letartóztatták mint kémgyanús személyt.

### Fogolyévek és forradalom
Kistarcsára, majd Recskre internálták. Itt az 1608-as szigorított munkabrigád tagja (társai: Garamvölgyi János, Egri György, Faludy György, Gábori György, Kovács János földműves). Húga, Róza többször írt Rákosinak kegyelemért. Recsken éhségsztrájkolt, mert a betegektől elvonták a gyógyszert. A Recski Tábor 1953-as feloszlatása után sem engedték szabadon.
Szabadulása után gumigyári munkás, kazánfűtő és erdészetben, fakitermelésen is dolgozott. Fogvatartásáról Kitaszítottak címmel írt regényt, ami a recski táborélmények mellett a kitelepítésekkel is foglalkozik. Még az 1956-os forradalom előtt a Kitaszítottak kéziratával átszökött a határon és átadta a Szabad Európa Rádiónak, majd visszatért Magyarországra. Könyvét a müncheni Griff kiadó adta ki név nélkül. 1956-ban a Margit-hídnál csatlakozott a tüntetőkhöz. A Magyar Rádió ostromakor leadott sortűzben súlyos sebet kapott, kórházba került, de menthetetlen volt, mivel a tüdejét és a máját is lövés érte.

## Művei
- A Kiszolgáltatottak. München. [é. n.], Griff
- A Kiszolgáltatottak. Recski dokumentum-regény és válogatott írások. (Szerk. Csanád Béla). Budapest, 1991, Keresztény Értelmiségek Szövetsége.

## Elismerései
- Madách Irodalmi Díj (München) 1958

## Emlékezete
2002. november 1-jén Péteriben emlékművet állítottak tiszteletére, és a művelődési házat is róla nevezték el.